# 거주시

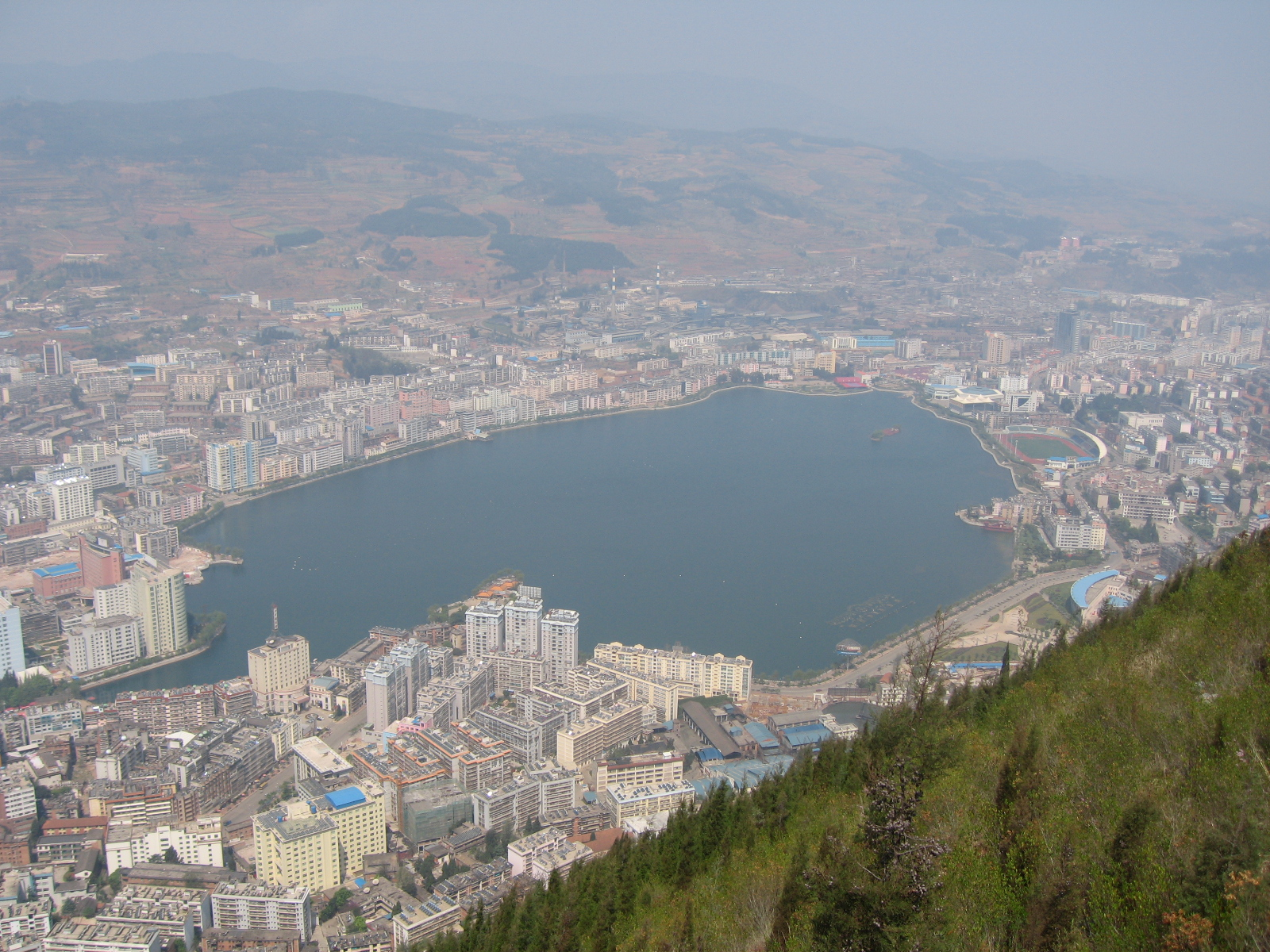
남동쪽에서 본 거주 시

거주시(하니어:고쳅, 한국어: 개구시, 중국어: 个旧市, 병음: Gèjiù Shì)는 중화인민공화국 윈난성 훙허 하니족 이족 자치주에 있는 현급시이다. 넓이는 1597km2이고, 인구는 2007년 기준으로 390,000명이다. 중국에서 가장 큰 주석 매장지이며, 주요 산업은 광업이다.

## 지리
거주는 티베트에서 베트남으로 흐르는 홍강 계곡의 북쪽 산 정상에 있다. 계곡의 남서쪽은 난사이고 바로 남쪽은 위안양이다. 북서쪽은 젠수이, 북쪽은 지제, 동쪽은 멍쯔와 접한다.
연평균 기온은 16.4 °C이고 1월 평균기온은 10.1 °C, 7월 평균기온은 20.5 °C이다. 연평균 강수량은 926.8mm이다.

## 역사
원래 거주는 작은 광산 정착촌으로 거주리로 불렸다. 원나라와 명나라 때 이곳에서 은의 채굴이 시작되었다.
17세기 후반과 18세기에 윈난 성에 광산 붐이 일었으나 거주의 광산은 18세기 후반까지 개발되지 않은 상태였다.
1880년대에 도시는 동쪽으로 30km 떨어진 멍쯔 현의 하위 행정구역으로써 만들어졌다.
거주는 윈구이고원에서 베트남까지 연결되는 프랑스인 철도가 부설됨에 따라 개발되기 시작했다. 1911년 신해혁명 후에 산 위의 위치와 주변에 매장된 풍부한 주석 덕분에 발전이 가속화되었다.
1889년에 멍쯔가 개항장이 되면서 프랑스령 인도차이나의 하노이, 하이퐁과의 교역을 거의 전적으로 담당하게 되었다. 1910년에 완공된 하이퐁-쿤밍 간 프랑스인 철도를 부설한 주요 목적 중 하나는 광산 때문이었다. 1915년부터 1928년 사이에 거주-멍쯔 간 지선이 부설되었다. 청나라 말엽에 광산은 중국인 소유의 거주 주석 회사에 의해 운영되었다. 그러나 자본, 숙련된 기술, 관리의 효율성의 부족으로 국가와 민간의 합작회사인 거주 주석 광산 회사로 대체되었고 이후 생산량이 급증하였다. 1930년대까지 거주의 주석은 철도로 수출되는 상품의 80%를 차지했다. 1938년에 주석 생산량은 1만 톤에 달했다.
1949년 이후에 경영권은 국가의 윈난 주석 광산 회사로 넘어갔고 1955년에 전쟁 이전의 생산 수치를 넘어섰다. 주요 생산품인 주석과 함께 거주는 또한 주요한 납 생산지가 되었고 야금업 개발로 번성하였다. 주석 상품은 거주를 중국에서 인정받는 지역으로 만들었다. 제련을 위해 석탄이 북쪽의 카이위안에서 쿤밍과 연결되는 철도를 타고 도시로 공급되었다. 공학 기술과 화학 생산이 거주의 야금업과 밀접하게 제휴하였다.
오늘날 거주는 암반 언덕과 호숫가를 배경으로 고층 건물이 밀집된 상대적으로 번영하는 도시이다.

## 민족
인구의 대다수는 한족이나 주변의 홍강 계곡에는 후이족, 다이족 같은 소수민족이 거주하고 주변의 산들에는 하니족이 거주한다.

## 경제
주석과 더불어 철과 석탄이 매장되어있다.

## 기후
| Gejiu (1981−2010)의 기후                       | Gejiu (1981−2010)의 기후 | Gejiu (1981−2010)의 기후 | Gejiu (1981−2010)의 기후 | Gejiu (1981−2010)의 기후 | Gejiu (1981−2010)의 기후 | Gejiu (1981−2010)의 기후 | Gejiu (1981−2010)의 기후 | Gejiu (1981−2010)의 기후 | Gejiu (1981−2010)의 기후 | Gejiu (1981−2010)의 기후 | Gejiu (1981−2010)의 기후 | Gejiu (1981−2010)의 기후 | Gejiu (1981−2010)의 기후 |
| 월                                             | 1월                      | 2월                      | 3월                      | 4월                      | 5월                      | 6월                      | 7월                      | 8월                      | 9월                      | 10월                     | 11월                     | 12월                     | 연간                     |
| ---------------------------------------------- | ------------------------ | ------------------------ | ------------------------ | ------------------------ | ------------------------ | ------------------------ | ------------------------ | ------------------------ | ------------------------ | ------------------------ | ------------------------ | ------------------------ | ------------------------ |
| 역대 최고 기온 °C (°F)                         | 21.7 (71.1)              | 24.9 (76.8)              | 26.9 (80.4)              | 28.9 (84.0)              | 30.1 (86.2)              | 29.3 (84.7)              | 29.8 (85.6)              | 29.8 (85.6)              | 28.8 (83.8)              | 26.3 (79.3)              | 23.7 (74.7)              | 23.0 (73.4)              | 30.1 (86.2)              |
| 일평균 최고 기온 °C (°F)                       | 14.8 (58.6)              | 17.1 (62.8)              | 20.3 (68.5)              | 22.8 (73.0)              | 23.5 (74.3)              | 24.0 (75.2)              | 23.8 (74.8)              | 24.2 (75.6)              | 23.0 (73.4)              | 20.5 (68.9)              | 17.7 (63.9)              | 14.8 (58.6)              | 20.5 (69.0)              |
| 일일 평균 기온 °C (°F)                         | 10.8 (51.4)              | 12.7 (54.9)              | 15.7 (60.3)              | 18.2 (64.8)              | 19.4 (66.9)              | 20.5 (68.9)              | 20.5 (68.9)              | 20.3 (68.5)              | 18.9 (66.0)              | 16.6 (61.9)              | 13.4 (56.1)              | 10.6 (51.1)              | 16.5 (61.6)              |
| 일평균 최저 기온 °C (°F)                       | 7.9 (46.2)               | 9.5 (49.1)               | 12.1 (53.8)              | 14.7 (58.5)              | 16.4 (61.5)              | 18.1 (64.6)              | 18.1 (64.6)              | 17.7 (63.9)              | 16.2 (61.2)              | 14.1 (57.4)              | 10.6 (51.1)              | 7.7 (45.9)               | 13.6 (56.5)              |
| 역대 최저 기온 °C (°F)                         | −1.8 (28.8)              | −0.2 (31.6)              | −3.0 (26.6)              | 4.5 (40.1)               | 8.2 (46.8)               | 11.8 (53.2)              | 12.7 (54.9)              | 12.9 (55.2)              | 7.7 (45.9)               | 5.0 (41.0)               | 0.3 (32.5)               | −4.0 (24.8)              | −4.0 (24.8)              |
| 평균 강수량 mm (인치)                          | 27.1 (1.07)              | 28.4 (1.12)              | 37.4 (1.47)              | 65.0 (2.56)              | 126.1 (4.96)             | 155.4 (6.12)             | 222.7 (8.77)             | 184.4 (7.26)             | 106.4 (4.19)             | 64.4 (2.54)              | 59.3 (2.33)              | 21.4 (0.84)              | 1,098 (43.23)            |
| 평균 상대 습도 (%)                             | 74                       | 68                       | 65                       | 68                       | 75                       | 80                       | 82                       | 81                       | 80                       | 81                       | 78                       | 76                       | 76                       |
| 출처: China Meteorological Data Service Center |                          |                          |                          |                          |                          |                          |                          |                          |                          |                          |                          |                          |                          |

## 행정 구역
1개 가도, 7개 진, 2개 향을 관할한다.
- 가도: 城区街道.
- 진: 锡城镇, 沙甸镇, 鸡街镇, 大屯镇, 老厂镇, 卡房镇, 蔓耗镇.
- 향: 贾沙乡, 保和乡.